# Religión en Italia
La religión más difundida en Italia es el cristianismo, presente desde la época de los apóstoles. La confesión mayoritaria es el catolicismo.

## El panorama religioso en Italia

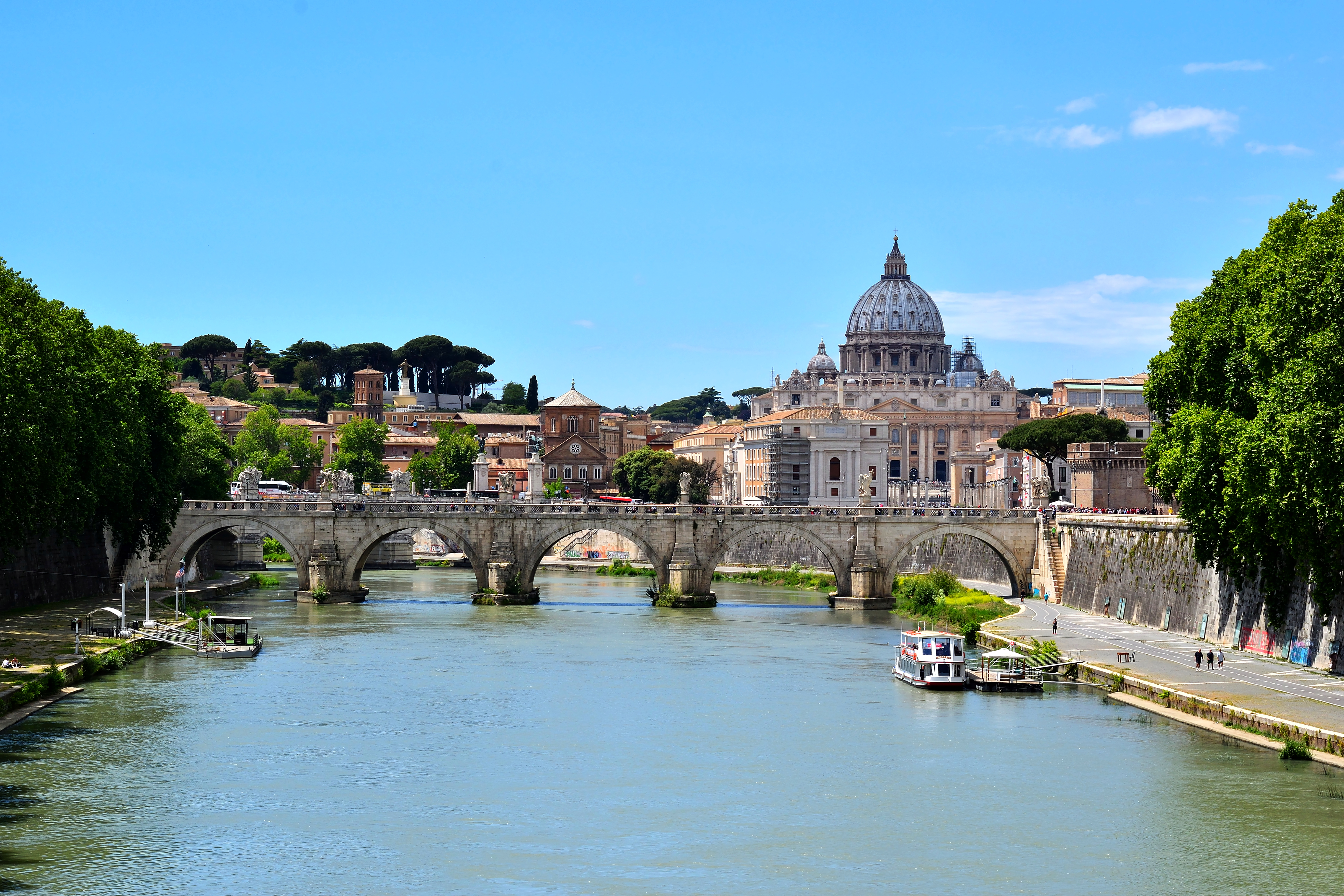
Basílica de San Pedro de la Ciudad del Vaticano.

Afiliación al catolicismo por macrorregión.

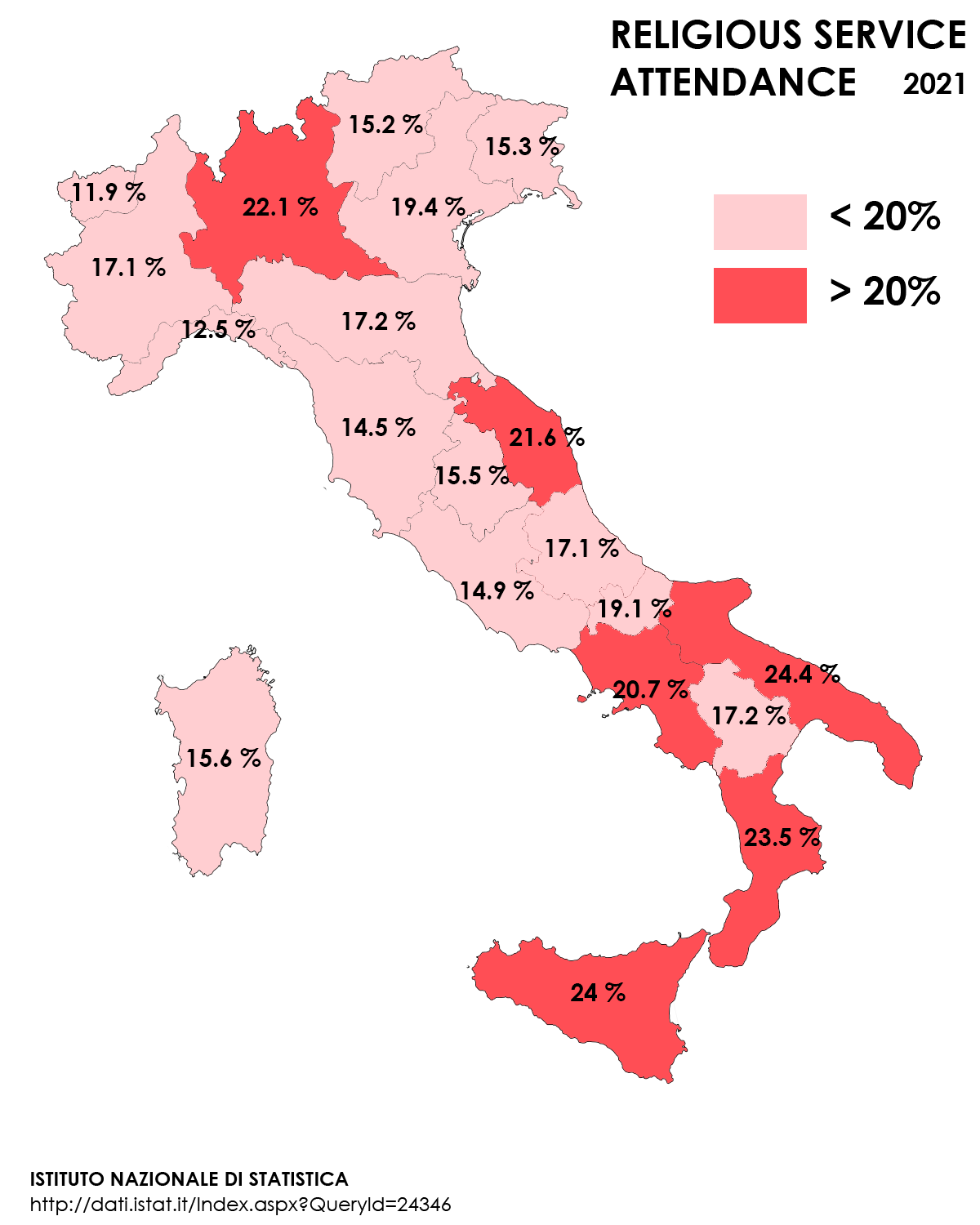
Asistencia a un lugar de culto al menos una vez por semana por región.

Según una investigación de Eurispes efectuada en el año 2006 y publicada en el Corriere della Sera, 89,8% de la población se declara católica y el 36,8%, practicante. Según la misma investigación, se reúne en misa todos los domingos el 30,8% de los entrevistados entre 18 y 24 años, frente al 22,4% de las personas entre 24 y 34 años y el 28,5% de los sujetos entrevistados en la franja de edad entre 34 y 44 años.
La discrepancia que hay tras el que se declara católico y el de estricta observancia, aunque es menor respecto a los otros países de Europa occidental, es sensible, como indican las opiniones relativas al aborto, fecundación asistida y uniones civiles.
Los cristianos (católicos, protestantes, ortodoxos, mormones, etc.), en Italia representan la religión de la mayoría. Existe una gran presencia de movimientos católicos como Acción Católica, la Juventud Franciscana, la AGESCI, Comunión y Liberación y Camino Neocatecumenal.
Entre las otras confesiones cristianas, en el ámbito protestante es señalable la Iglesia evangélica valdense , nacida en la misma Italia. Nacido como movimiento medieval después de la reforma protestante hubiera absorbido la teología calvinista y de hecho, diventata l'espressione italiana delle Chiese riformate. La comunidad histórica protestante (véase, metodista, luterana y baptista) está reunida en la Federación de Iglesias Evangélicas en Italia, junto con otros movimientos pentecostales minoritarios.
Tras los nuevos movimientos religiosos cristianos se puede encontrar el mormonismo y los Testigos de Jehová que constituyen el grupo religioso con mayor número de adherentes después del catolicismo, el islam (este último practicado por cerca de 2.700.000 personas), el protestantismo (cerca de 700.000 miembros divididos en multitud de iglesias y confesiones) y la Iglesia Ortodoxa (por lo menos 700.000 fieles). Fuertemente seguido por las iglesias de tipo pentecostal, entre las cuales cabe destacar la Asamblea de Dios en Italia, que, con 400.000 fieles, constituye la organización protestante más grande.
Según las encuestas estadísticas de Doxa de 2019, el 66,7% de los italianos (equivale a unos 40 millones de personas) se declararon católicos ; 10,1% (alrededor de 6 millones) creyentes sin religión específica; y el 15,3% (unos 9 millones) ateos o agnósticos.
La religión más antigua presente en Italia es el judaísmo, el cual tiene una presencia ininterrumpida en Roma desde antes de la llegada del cristianismo. La comunidad judía en Italia tiene unos 45.000 individuos.
A lo largo del siglo XIX y del siglo XX se difunden en Italia otros movimientos, en particular el budismo, hinduismo y sikhismo. Los budistas son unos 110 000, los hinduistas alrededor de 75 000 mientras que los sijs giran en torno a las 70.000 personas. Los fieles de las dos primeras religiones están agrupados en la Unión Budistas Italiana y en la Unión Hinduista Italiana, oficialmente reconocidas por el Estado italiano.
El paganismo moderno está presente en particular en las formas wiccana, romana, odinista y druidista. Uno de los grupos italianos más influyentes que sigue el neopaganismo romano es el Movimiento Tradicional Italiano. Entre los grupos odinistas que siguen el neopaganismo el más importante es, por el contrario, la Comunidad Odinista.